# Jerry Page
Jerry Page, född den 15 januari 1961 i Columbus, Ohio, är en amerikansk boxare som tog OS-brons i lätt welterviktsboxning 1984 i Los Angeles. Han besegrade Dhawee Umponmaha från Thailand med 5-0 i finalen.